# Antoniwka (rejon basztański)
Antoniwka (ukr. Антонівка) – wieś na Ukrainie, w obwodzie mikołajowskim, w rejonie basztańskim, w hromadzie Sofijiwka. W 2001 liczyła 212 mieszkańców.